# Yákov Zeldóvich
Yákov Borísovich Zeldóvich (en bielorruso: Якаў Барысавіч Зяльдовіч, en ruso: Я́ков Бори́сович Зельдо́вич; Minsk, 8 de marzo de 1914 - Moscú, 2 de diciembre de 1987). Fue un prolífico físico soviético nacido en Bielorrusia. Jugó un papel importante en el desarrollo de la Unión Soviética las armas nucleares y termonucleares, e hizo importantes contribuciones a los campos de la adsorción y la catálisis, las ondas de choque, la física nuclear, física de partículas, la astrofísica, la cosmología física y la relatividad general.

## Primeros años y estudios
Yakov Zeldovich nació el 8 de marzo de 1914 en el seno de una familia judía bielorrusa en la casa de su abuelo en Minsk. Sin embargo, a mediados de 1914, la familia Zeldovich se trasladó a San Petersburgo. Permanecieron en esa ciudad (conocida como Leningrado desde 1924 hasta 1991) hasta agosto de 1941, cuando la familia fue evacuada junto con el profesorado del Instituto de Física Química a Kazán para evitar la Invasión del Eje de la Unión Soviética.: 301  Permanecieron en Kazán hasta el verano de 1943, cuando Zeldovich se trasladó a Moscú.
Su padre, Boris Naumovich Zeldovich, era abogado; su madre, Anna Petrovna Zeldovich (de soltera Kiveliovich), traductora del francés al ruso, era miembro de la Unión de Escritores.  A pesar de haber nacido en el seno de una devota y religiosa familia judía, Zeldovich era un «absoluto ateo».
Zeldovich era un autodidacta. Se le consideraba poseedor de un intelecto notablemente versátil, y durante su vida exploró e hizo importantes contribuciones a una amplia gama de esfuerzos científicos. A partir de una oportunidad dada en mayo de 1931, cuando tenía diecisiete años, consiguió un nombramiento como ayudante de laboratorio en el Instituto de Física Química de la Academia de Ciencias de la Unión Soviética, y permaneció asociado al instituto durante el resto de su vida. : 301  Como ayudante de laboratorio, recibió instrucciones preliminares sobre los temas relacionados con la fisicoquímica y se labró una reputación entre sus superiores en el Instituto de Física Química.: 301 
De 1932 a 1934, Zeldovich asistió a los cursos de licenciatura en física y matemáticas de la Universidad Estatal de Leningrado (actual Universidad Estatal de San Petersburgo), y más tarde asistió a las clases técnicas de introducción a la física del Instituto Politécnico de Leningrado (actual Universidad Politécnica Pedro el Grande de San Petersburgo).: 301 : 2–5 
En 1936 defendió su tesis sobre la adsorción y la catálisis en superficies heterogéneas, para ser candidato de la Ciencia (equivalente a PhD ). El punto más importante fue la investigación sobre la isoterma de adsorción de Freundlich (o clásica), en la cual Zeldóvich descubrió el fundamento teórico de esta observación empírica. En 1939 recibió el grado de Doctor en Ciencias (Física y Matemáticas), por su tesis sobre la oxidación del nitrógeno. Zeldóvich igualmente descubrió el mecanismo, conocido en fisicoquímica como mecanismo térmico NO o mecanismo de Zeldóvich.

### Programa soviético de armas nucleares
Zeldovich está considerado como un director secreto del Proyecto soviético de armas nucleares; sus viajes al extranjero estaban muy restringidos, a Europa del Este, bajo estrecha seguridad soviética.: 198–199  Poco después del descubrimiento de la fisión nuclear (por el químico alemán Otto Hahn en 1939) los físicos rusos habían comenzado a investigar el alcance de la física de la fisión nuclear, y emprendieron seminarios sobre ese tema; Igor Kurchatov y Yulii Khariton se dedicaron a ello en 1940.: 79–80 
En mayo de 1941, Zeldovich trabajó con Khariton en la construcción de una teoría, sobre la cinética de las reacciones nucleares en presencia de la condiciones críticas.: 81  El trabajo de Khariton y Zeldovich se extendió a las teorías de ignición, combustión y detonación; éstas daban cuenta de características que anteriormente no se habían predicho, observado ni explicado correctamente. : 82  La teoría moderna de la detonación se denomina, en consecuencia, Teoría Zeldovich-von Neumann-Dohring, o ZND, y su desarrollo implicó tediosos cálculos de neutrones rápidos; este trabajo se había retrasado, debido a la invasión alemana de la Unión Soviética, que obstruyó el progreso de los descubrimientos que en junio de 1941 serían desclasificados. : 82  En 1942, Zeldovich fue trasladado a Kazán, y encargado por el Comisariado Popular de Municiones de realizar trabajos sobre pólvoras convencionales que se suministrarían al Ejército soviético, mientras que a Khariton se le pidió que diseñara los nuevos tipos de armamento convencional.: 87–88 
En 1943, José Stalin decidió poner en marcha un plan de desarrollo, prueba y construcción de armas nucleares, a cargo de Igor Kurchatov; este último solicitó a Stalin el traslado de Zeldovich y Khariton a Moscú, en el programa de armas nucleares.: 87–88  Zeldovich se unió al pequeño equipo de Igor Kurchatov en este laboratorio secreto de Moscú para poner en marcha los trabajos sobre la teoría de la combustión nuclear, y se convirtió en jefe del departamento teórico del Arzamas-16 en 1946.
Junto con Isaak Gurevich, Isaak Pomeranchuk y Khariton, Zeldovich preparó un informe científico sobre la viabilidad de la liberación de energía mediante fusión nuclear desencadenada por una explosión atómica, y lo presentó a Igor Kurchatov.  Zeldovich se había beneficiado de los conocimientos físicos y técnicos proporcionados por el físico alemán Klaus Fuchs y el físico estadounidense Theodore Hall, que habían trabajado cada uno en el Proyecto Manhattan estadounidense para desarrollar armas nucleares.: 89–90 
En 1949, Zeldovich dirigió un equipo de físicos que realizó la primera prueba nuclear, la RDS-1, basada aproximadamente en el diseño estadounidense obtenido a través de los espías atómicos de Estados Unidos, aunque continuó sus trabajos fundamentales sobre la teoría de los explosivos.: 89–90  Zeldovich comenzó entonces a trabajar en la modernización de los sucesivos diseños del arma nuclear y concibió inicialmente la idea de bomba de hidrógeno a Andrei Sajarov y otros.: 89–90  En el curso de su trabajo sobre las armas nucleares, Zeldovich realizó trabajos pioneros en hidrodinámica de la radiación, y la física de la materia a alta presión.
Entre 1950 y 1953, Zeldovich realizó los cálculos necesarios para la viabilidad del bomba de hidrógeno que fueron verificados por Andrei Sájarov, aunque ambos grupos trabajaron en paralelo en el desarrollo de la fusión termonuclear. Sin embargo, fue Sájarov quien cambió radicalmente el enfoque de la fusión termonuclear, ayudado por Vitaly Ginzburg en 1952. Siguió asociado al programa de pruebas nucleares, mientras dirigía los laboratorios experimentales de Arzamas-16 hasta octubre de 1963, cuando se marchó al mundo académico.

## Contribución a la física de partículas y la física nuclear
En 1952 comenzó a trabajar en el campo de las partículas elementales y sus transformaciones. Predijo la desintegración beta del mesón pi. Junto con S. Gershtein se dio cuenta de la analogía entre las interacciones débiles y electromagnética, y en 1960 predijo que el fenómeno de la catálisis del muon (más precisamente, el muon catalizada por dt-fusión). En 1977, junto con Fiódor Shapiro, Yákov Zeldóvich fue galardonado con la Medalla de Kurchátov, el máximo galardón en la física nuclear de la URSS. La referencia era "por la predicción de las características de neutrones ultra-fríos, su detección e investigación". Fue elegido miembro de la Academia de Ciencias de la URSS el 20 de junio de 1958. Fue jefe de la división del Instituto de las Matemáticas Aplicadas de la Academia Rusa de Ciencias desde 1965 hasta enero de 1983.

## Investigación en astrofísica y cosmología
En la década de 1960 comenzó a trabajar en astrofísica y en cosmología física. En 1964, y de forma independiente a Edwin Salpeter fueron los primeros en sugerir que los discos de acreción alrededor de agujeros negros de gran tamaño son los responsables de las enormes cantidades de energía radiada por los cuásares. Desde 1965 fue también profesor en el Departamento de Física de la Universidad Estatal de Moscú, y jefe de la división de Astrofísica Relativista en el Instituto Astronómico Sternberg.
Zeldóvich trabajó en la teoría de la evolución del universo caliente, las propiedades de la radiación de fondo de microondas, la estructura a gran escala del universo, y la teoría de los agujeros negros. Predijo, con Rashid Siunyáiev, que el fondo cósmico de microondas deben ser sometidos a dispersión Compton inversa . Esto se llama el efecto Siunyáiev-Zeldóvich, y la medición es en la actualidad (2005), uno de los mayores esfuerzos de observación de la cosmología. Una interpretación preliminar de los datos de la Wilkinson Microwave Anisotropy Probe (WMAP) de Benjamin Bernstein ha confirmado esta teoría.

### Termodinámica de los agujeros negros
Zeldóvich ha desempeñado un papel clave en el desarrollo de la teoría de la evaporación de los agujeros negros debido a la radiación de Hawking. En la visita de Hawking y Kip Thorne a Moscú en 1973, los científicos soviéticos Zeldóvich y Alekséi Starobinski (su estudiante de doctorado) les mostraron que, de acuerdo con el principio de incertidumbre de la mecánica cuántica, los agujeros negros en rotación deberían crear y emitir partículas gracias a la energía de rotación, que se perdería al espacio y saldría del agujero negro. Si bien se sabía que todo cuerpo en rotación perdería energía, por ejemplo, en forma de ondas gravitacionales, lo innovador de la idea de los soviéticos fue que este mecanismo nunca había sido teorizado antes.
Posteriormente y sobre esta idea fue desarrollada la radiación de Hawking, de aquí se dedujo que los agujeros negros tenían una cierta temperatura, y, por lo tanto, una cantidad de entropía que era proporcional al área de la superficie del horizonte de sucesos. La fórmula para el cálculo de la entropía fue la primera en poseer la constante de la gravitación de Isaac Newton (G) la Constante de Planck (h) y la velocidad de la luz (C).

## Reconocimientos
Ígor Kurchátov lo llamó "genio" y Andréi Sájarov, dijo de él "un hombre con interés científico universal". Stephen W. Hawking dijo una vez a Zeldóvich: "antes de conocerlo, creía que usted era un "autor colectivo", como Bourbaki".

## Premios y distinciones
- Fellow de la Royal Society[11]
- Medalla Bruce (1983).
- Medalla de Oro de la Royal Astronomical Society(1984).
- Medalla Kurchátov (1977).
- Tres veces Héroe del Trabajo Socialista (1949, 1953, 1957).
- Premio Stalin (1943, 1949, 1951, 1953).
- Premio Lenin (1957).
- Tres órdenes de Lenin (1949, 1962, 1974).
- Dos órdenes de la Bandera Roja del Trabajo (1945,1964).
- Orden de la Revolución de Octubre (1962).
- Un asteroide, el (11438) Zeldovich, se bautizó en su honor en el año 2001.

## Lecturas recomendadas
- Selected works of Yakov Borisovich Zel'dovich, Vol. 1 & 2. Princeton University Press, 1992-1993. ISBN 0-691-08743-1
- Overbye, D. Lonely Hearts of the Cosmos: The Scientific Quest for the Secret of the Universe. New York: HarperCollins, 1991.
- Zel'dovich, Ya. B. and Raizer, Yu. P. Physics of Shock Waves and High-Temperature Hydrodynamic Phenomena. Mineola, NY: Dover Publications, 2002. ISBN 0-486-42002-7
- Zel'dovich, Ya. B. and Novikov, I. D. Relativistic Astrophysics, Vol. 1: Stars and Relativity. Mineola, NY: Dover Publications, 1996. ISBN 0-486-69424-0
- Zel'dovich, Ya. B. and Novikov, I. D. Relativistic Astrophysics, Vol. 2: The Structure and Evolution of the Universe. Chicago, IL: University of Chicago Press, 1971.
- Zel'dovich, Ya. B. and Raizer, Yu. P. Elements of Gasdynamics and the Classical Theory of Shock Waves. New York: Academic Press, 1968.
- Annotated Bibgliography for Yakov Borisovich Zel'dovich from the Alsos Digital Library for Nuclear Issues
- Yákov Borísovich Zeldóvich – página dedicada a Zeldóvich en la Universidad Estatal de Moscú
- Theory of combustión of unmixed gases - Zeldovich 1949, translated 1974

- Datos: Q366471
- Multimedia: Yakov Borisovich Zel'dovich / Q366471